# Thiết bị tập luyện

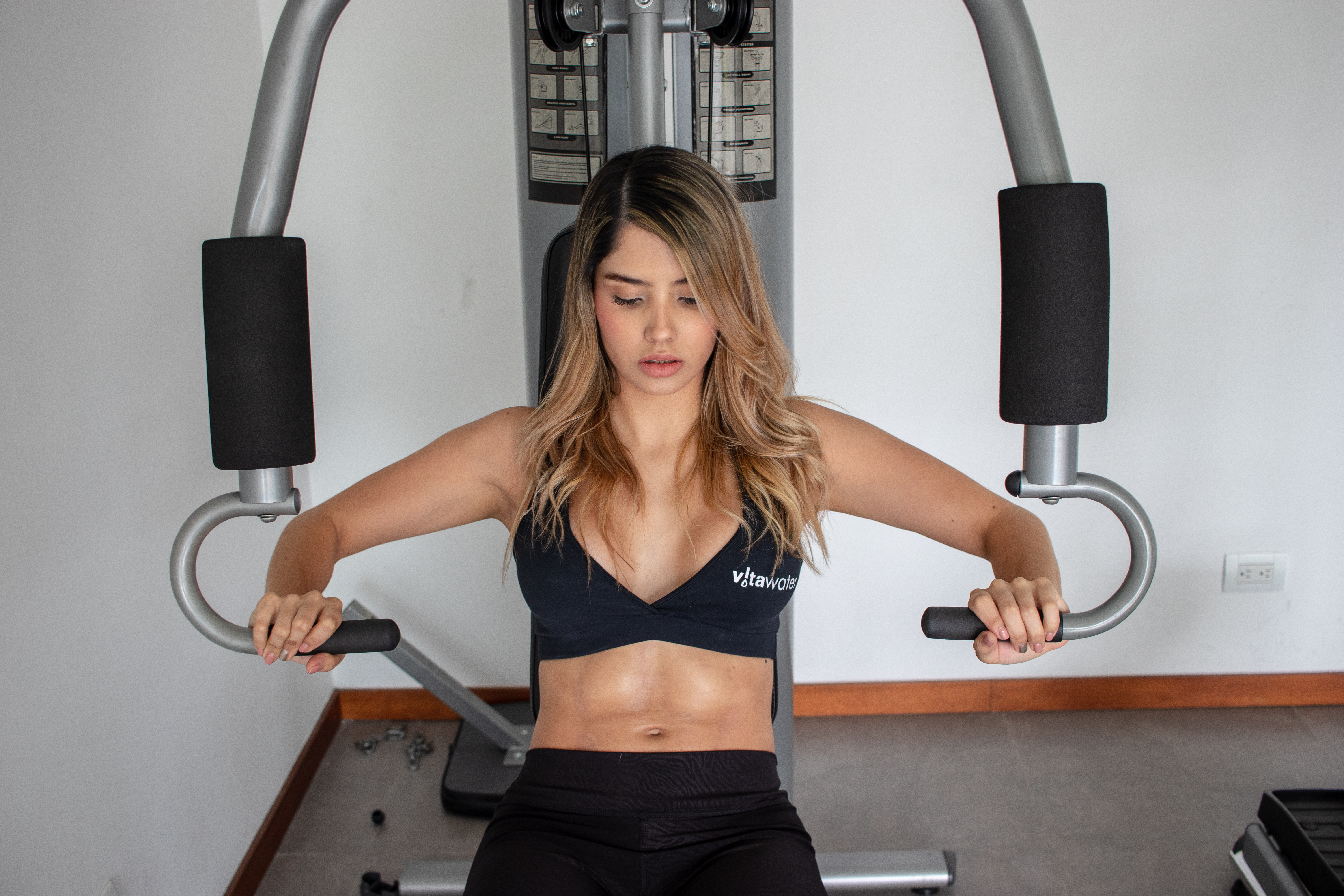
Một thiết bị tập luyện thể dục phổ biến tại các phòng tập gym là máy tập tạ các loại như máy đẩy ngực

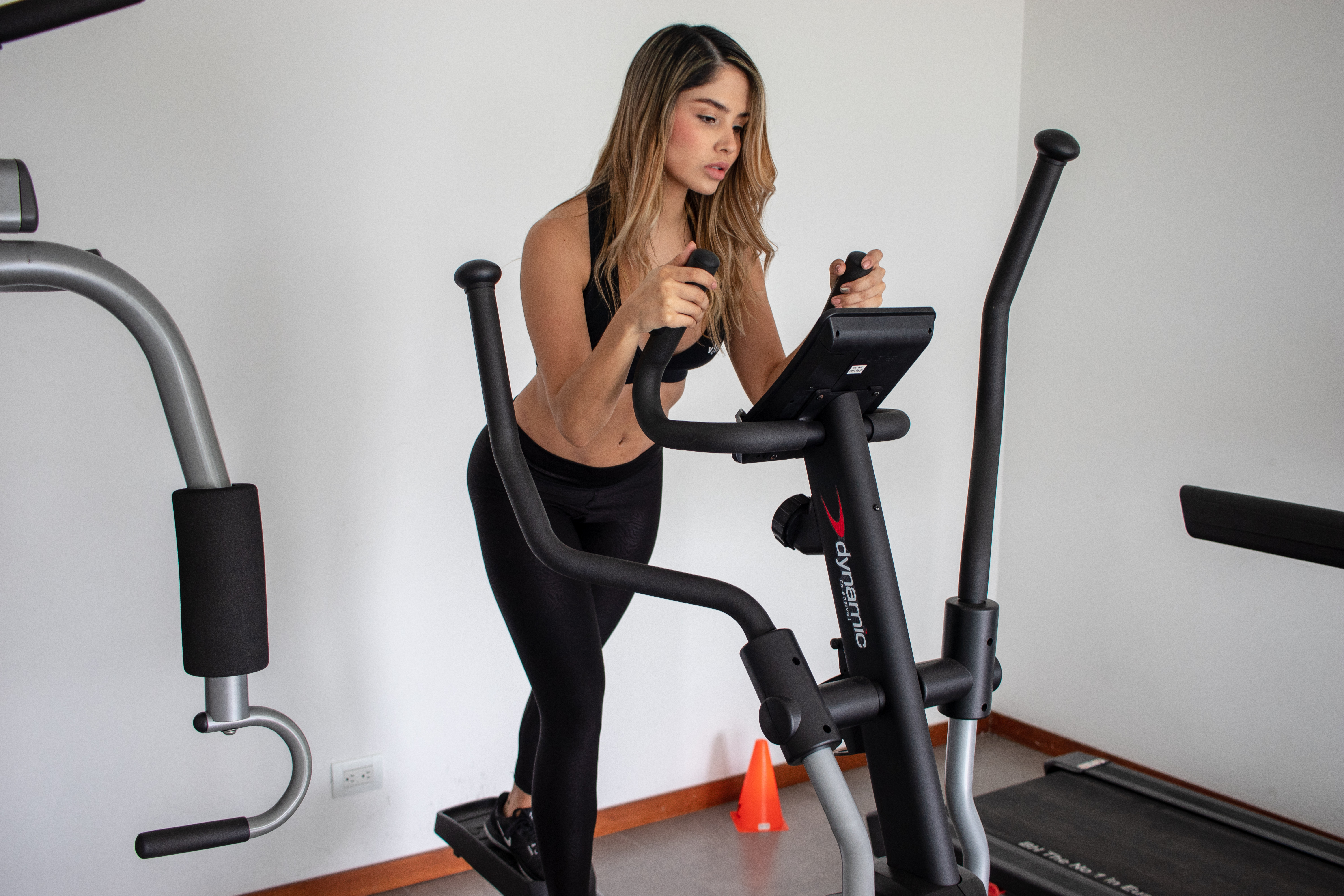
Thiết bị tập Cardio (thể dục tim mạch) được sử dụng là máy tập con thoi (elip)

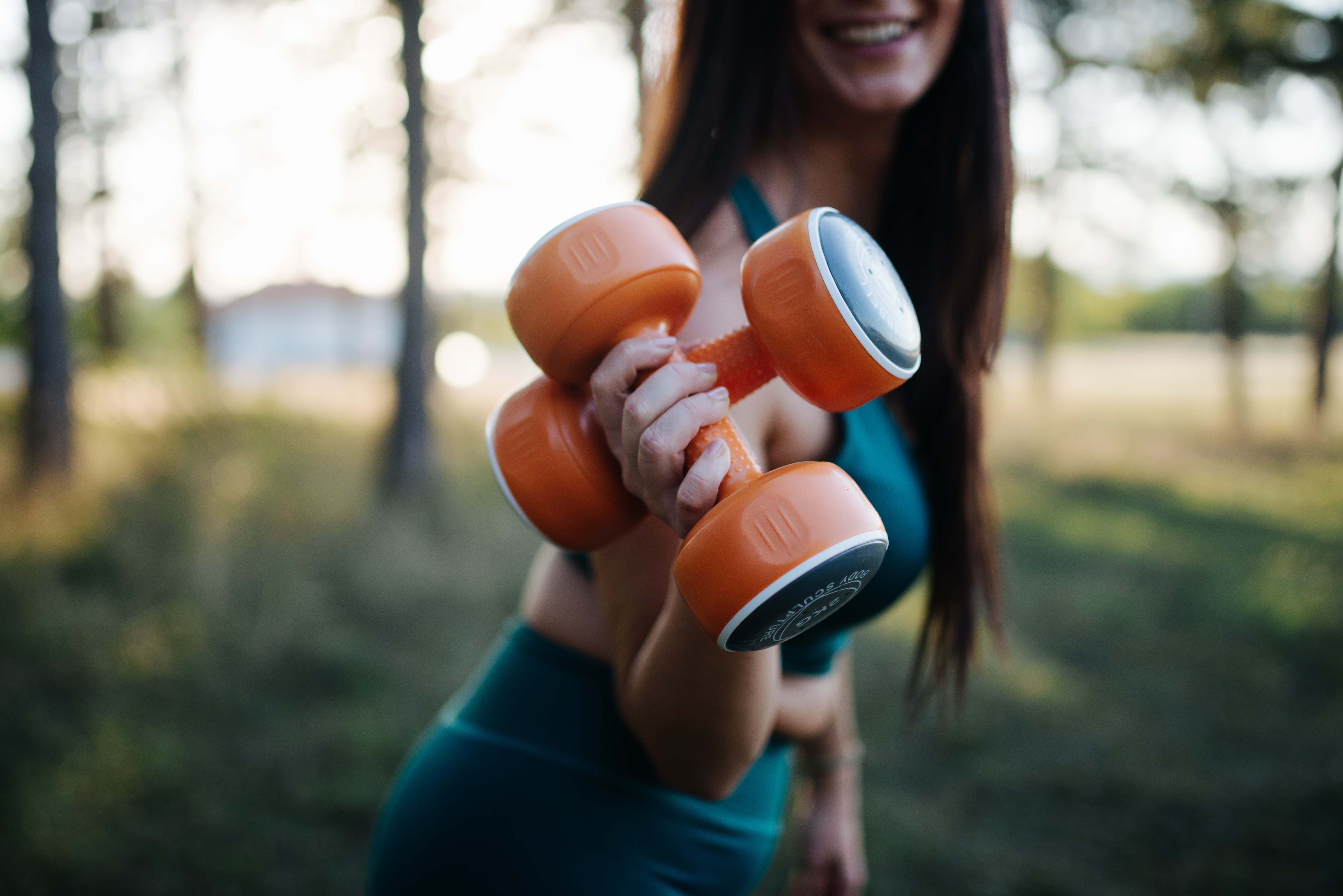
Tạ đơn

Thiết bị tập luyện hay Trang thiết bị luyện tập (Exercise equipment) là bất kỳ trang thiết bị hoặc dụng cụ nào được sử dụng trong hoạt động thể chất, tập luyện thể dục thể thao để tăng cường sức khoẻ hoặc hiệu ứng điều hòa của bài tập đó bằng cách hỗ trợ tạo ra kháng lực cố định hoặc có thể điều chỉnh, hoặc để tăng cường trải nghiệm hoặc kết quả của một bài tập. Thiết bị tập luyện cũng có thể bao gồm các vật dụng đeo được như giày thể thao, găng tay và túi nước bổ sung. Có nhiều loại thiết bị tập luyện chuyên dụng khác nhau, bao gồm: Trang thiết bị, dụng cụ tập tạ như tạ đơn (Dumbbell), tạ đòn (Barbell) hay còn gọi là thanh tạ, tạ đòn gánh, tạ bình vôi (Kettlebell), tạ đĩa hay còn gọi là tạ đệm tấm thép, tấm micro là những dụng cụ phổ biến trong các phòng tập gym.
Các thiết bị chuyên dụng khác như vòng cổ, Máy tập tạ, Dây cáp kháng lực, Thanh tay chèo, Máy tập cổ (thiết bị tăng cường sức mạnh cổ, máy tăng cường sức mạnh cổ, thiết bị tập cổ) - thiết bị hoặc dụng cụ được thiết kế để tăng cường sức mạnh cho cơ cổ, cải thiện khả năng vận động, độ linh hoạt và tư thế cổ thông qua nhiều bài tập kéo giãn cổ và tăng cường sức mạnh cổ. Chúng thường được sử dụng trong luyện tập thể thao, vật lý trị liệu hoặc phục hồi chức năng để tăng cường sự ổn định của cổ, tăng sức bền của cơ và ngăn ngừa hoặc phục hồi sau chấn thương cổ. Các loại dây đai đầu và dây đai cổ, thiết bị chuyên dụng Rèn luyện sức mạnh bằng thiết bị kháng lực như dây kéo (Elastic band) và bộ dụng cụ kháng lực. Ngày nay, nhiều nơi tại những không gian công cộng, công việc đã được lắp đặt các thiết bị tập luyện ngoài trời ở những khu vực gọi là sân tập gym.